# 고쿄 산노마루쇼조칸
고쿄 산노마루쇼조칸(일본어: 皇居三の丸尚蔵館)은 일본 지요다구에 위치한 국립박물관이다. 일본 황실이 국가에 기증한 미술품과 문화재들을 보존하고 전시하는 시설로 1993년에 고쿄 히가시 교엔 부지 내에 개관하였으며, '독립행정법인 국립문화재기구'가 운영하고 있다. 주요 소장품으로는 일본 황실을 장식하던 화려한 병풍들과 황실에서 일상적으로 사용되던 물건들, 에도시대의 화가 이토 자쿠추의 '동식채회'(일본 국보)를 비롯한 작품들이 있다.
도쿄국립박물관 등에 비하면 전시실 규모가 크지 않기 때문에, 고쿄 주변 관광이나 고쿄 히가시 교엔 산책을 하는 김에 부담없이 둘러볼 수 있다는 것이 특징. 시설이 위치한 고쿄 히가시 교엔은 월요일과 금요일에 문을 닫지만, 금요일에 고쿄 산노마루쇼조칸 전시를 관람하는 경우에는 출입할 수 있는 구역이 제한적이기는 하나, 히가시 교엔 입장이 허용된다.
입장하기 위해서는 온라인 사전 예약이 필요하다. (현장 구매도 가능)
일반 1,000엔, 대학생 500엔이며 고등학생 및 만18세 미만, 만70세 이상은 무료 입장이 가능하다. (2024년 7월 기준)
개요 https://shozokan.nich.go.jp/en/info-ko/
티켓 예매 https://www.e-tix.jp/shozokan/ko/